# Рунический камень G 88, Кюльвер

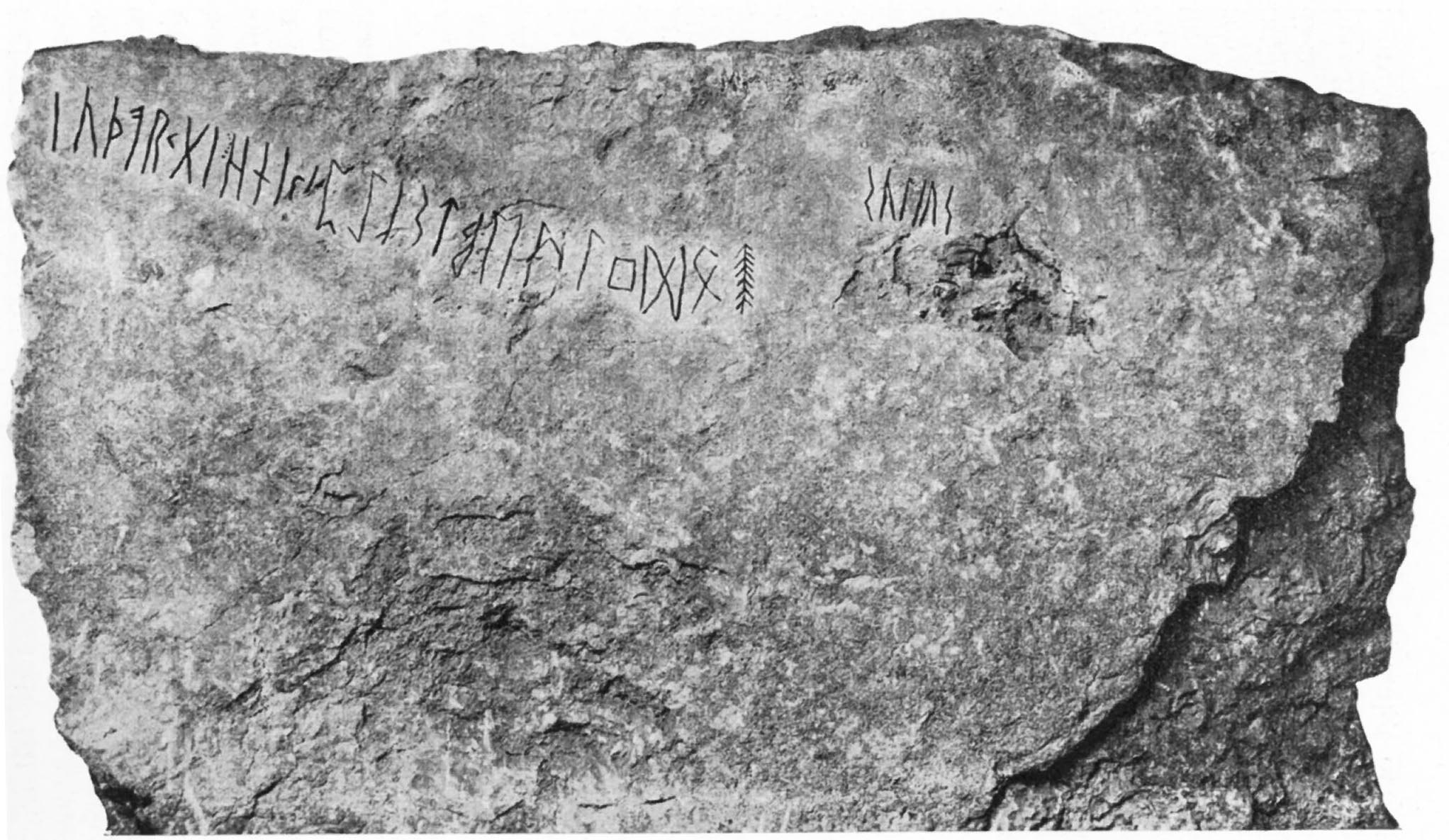
Рунический камень G 88

Рунический камень G 88, Кюльвер — древнейший из известных памятников, содержащих полный старшерунический ряд, футарк.

## История обнаружения
Камень был найден летом 1903 года Хансом Ханссоном, ректором народной гимназии Гамлебю, в одной из гробниц при раскопках могильника в полукилометре южнее хутора Кюльвер (швед.  Kylver), приход Стонга, остров Готланд, Швеция.
Так как целостность погребения была нарушена задолго до раскопок, и изначальное положение памятника неизвестно. Предполагается, что он использовался в качестве стенки саркофага, а его надписанная сторона была обращена внутрь захоронения.
В соответствии с археологическими данными гробница датируется ранним железным веком, то есть четырёхсотыми годами н. э.
После обнаружения камень был переправлен в Государственный исторический музей в Стокгольме, где и экспонируется в настоящее время. Инвентарный номер экспоната — 13436.
Памятник представляет собой прямоугольную известняковую плиту, наибольшая длина которой — 1,05 м, ширина — 0,70-0,75 м, толщина у верхнего края — 9 см. На обработанной стороне плиты высечены две надписи старшими рунами.

## Надпись А
(f)uþarkg(w)hni(j)pėRstbemlŋdo-
Состоит из 25 знаков, первые 24 из которых образуют старшерунический строй, футарк. Замыкает надпись символ, похожий на «ёлочку», который обычно трактуется, как повторенная несколько раз руна t, или как комбинированная руна ta.
Существуют две версии интерпретации надписи. Согласно первой, «магической», надпись внутри гробницы была одним из погребальных даров умершему; заклинанием, мобилизующим силу всех рун футарка, охраняющим покой могилы или предотвращающим возвращение покойника в мир живых. Вторая, «рациональная», версия предполагает, что использование камня в качестве строительного материала для гробницы вторично, и надпись на нём могла быть начертана задолго до этого, например учителем, рассказывающим о рунах, или учеником, практикующимся в их написании.

## Надпись B
Насчитывает 5 рун и представляет собой палиндром.
su(e)us
Значение слова остается неопределенным, несмотря на многочисленные попытки толкования, начавшиеся сразу после обнаружения памятника.
Первым, предложившим свой вариант интерпретации, стал Леопольд Фредерик Леффлер. По его версии это латинское слово, записанное рунами, следовало читать, как sveus, от лат. svecus — «шведский».

Софус Бугге отверг трактовку Леффлера, так как однозначно считал надпись скандинавской. Но и своё объяснение sueus, как su ueu s (sū wēu es) — «священно (это)», «(этот футарк) священен» не считал безупречным.

Отто фон Фрисен предполагал, что надпись следует читать, как sulius, однако не делал попыток интерпретировать её. Используя прочтение фон Фрисена, Адольф Нурен перевел siliu как «основа», связав это слово с близкими по форме и значению словами из родственных языков: готск. sulja, ср.-н.-нем. sul, др.-швед. sula, др.-англ. syll. Всю надпись он истолковал, как «футарк есть основа».

Отталкиваясь от симметричности написания sueus, Карл Марстрандер выдвинул гипотезу, согласно которой надпись следовало читать, начиная с центральной руны e в любом направлении, то есть как eus. Марстрандер считал e(h)us готской формой древнегерманского *ehwaR — «конь» и предполагал, что слово могло быть именем мастера высекшего руны, или же именем умершего.

Артур Норден полагал, что палиндром sueus является руническим заклинанием в помощь умершему, сходным с формулой suhurah : susih на камне из Нулебю. Похожую точку зрения выражал и Эрик Хардинг, в его истолковании слово su-eus означало «удача», «благополучие», и было оставлено на камне, чтобы погребенный нашёл покой в могиле, и не вернулся назад.

Suevs, «свеб» — таково прочтение и интерпретация надписи сделанная Тинеке Лоойенга.